# Alain Bergala
Alain Bergala, né le 8 septembre 1943 à Brignoles (Var), est un critique de cinéma, universitaire, essayiste, scénariste et réalisateur français.

## Biographie
Alain Bergala a été rédacteur en chef et directeur de collections aux Cahiers du cinéma.
Il est connu notamment comme spécialiste de l’œuvre de Jean-Luc Godard dont il a été l’éditeur pour les deux tomes de Godard par Godard.
Il est l’auteur de nombreux articles et d’ouvrages sur le cinéma consacrés à Godard, Roberto Rossellini, Abbas Kiarostami, Luis Buñuel, etc. ou au cinéma contemporain, tel L'hypothèse cinéma,.
En 2000, il est le conseiller cinéma de Jack Lang, au ministère de l'Éducation nationale, avec lequel il travaille dans la perspective de l'introduction des arts dans les enseignements fondamentaux,. Il développe sa conception de l'éducation au cinéma dans son ouvrage L'hypothèse cinéma et prend la direction de l'Eden Cinéma, une collection de DVD libre de droits pour une approche du cinéma en classe,.
Il a réalisé plusieurs films pour le cinéma et la télévision.
Il a été maître de conférences à Lyon 2, Rennes 2 et Paris 3 Sorbonne-Nouvelle.
Il a été directeur du département « Analyse et culture cinématographique » à la Fémis.

## Filmographie

### Cinéma

#### Court métrage
- 1980 : Le Mauvais œil

#### Longs métrages
- 1983 : Faux-fuyants, coréalisé avec Jean-Pierre Limosin
- 1987 : Où que tu sois
- 1989 : Incognito
- 1989 : Pense à moi

### Essais, documentaires
- 1991 : Le Temps d'un détour, essai filmé sur Marseille au XIXe siècle, 67 min
- 1995 : Cesare Pavese, coll. « Un siècle d'écrivains », 47 min
- 1997 : Les Motifs de Fernand Léger, 52 min
- 1997 : Les Fioretti de Pier Paolo Pasolini, coll. « Un siècle d'écrivains », 47 min
- 1998 : D'Angèle à Toni, 35 min
- 1998 : Le Cinéma, une histoire de plans, tome 1, 47 min
- 1999 : Le Cinéma, une histoire de plans, tome 2, 60 min
- 2000 : Bleu Méditerranée, 52 min
- 2000 : Les Belles endormies, coll. « Les Scénarios de l'art », 26 min
- 2000 : Les Gisants et les morts, coll. « Les Scénarios de l'art », 26 min
- 2002 : La Fenêtre, coll. « Les Scénarios de l'art », 26 min
- 2002 : Le Kid de Chaplin, coll. « Chaplin aujourd'hui », 26 min
- 2010 : Paris Madrid allers-retours, coll. « Cinéastes de notre temps », consacré à Víctor Erice
- 2010 : Pierrot le Fou revisited
- 2010 : Brunes et blondes
- 2013 : Pasolini, la passion de Rome
- 2017 : Au dos des images, coll. « Cinéma, de notre temps », consacré à Kiyoshi Kurosawa, coréalisé avec Jean-Pierre Limosin
- 2018 : Picasso parle à Godard, 13 min, exposition « Godard-Picasso », abbaye de Montmajour, Rencontres de la photographie d'Arles
- 2022 : L'Eden de la Ciotat

## Publications
- Correspondance new-yorkaise - Les absences du photographe, avec Raymond Depardon, éd. Cahiers du cinéma 1981 ; rééd. 2006
- Roberto Rossellini. Le cinéma révélé. éd. Cahiers du cinéma, 1985
- Voyage en Italie de Roberto Rossellini, éd. Yellow Now, coll. « Long métrage », 199
- Europe 51 de Roberto Rossellini, éd. CNC/ministères de la Culture et de l'Éducation, 1993
- Magnum Cinéma, éd. Cahiers du cinéma, 1994
- Nul mieux que Godard, éd. Cahiers du cinéma, 1999
- L'Hypothèse cinéma. Petit traité de transmission du cinéma à l’école et ailleurs, éd. Cahiers du cinéma, 2002[8]
- Abbas Kiarostami, coll. « Les Petits Cahiers », éd. Cahiers du cinéma, 2004
- Le cinéma comment ça va (Lettre à Fassbinder suivie de onze autres), coll. « Petite bibliothèque des Cahiers du cinéma », 2005
- Monika de Ingmar Bergman. Du rapport créateur créature au cinéma, coll. « Côté Films », no 1, éd. Yellow Now, 2005
- Godard au travail, les années 1960, éd. Cahiers du cinéma, 2006
- Mais où je suis ? coll. « Atelier cinéma », Actes sud Junior et La Cinémathèque française, 2007
- Luis Bunuel, coll. « Grands cinéastes », Le Monde et Cahiers du cinéma, 2008
- La Création cinéma, coll. « Côté cinéma », Yellow Now, 2015
- Écrits sur l'image, Atelier EXB/éditions Xavier Barral, 2021 — recueil de textes sur la photographie

### En collaboration
- Esthétique du film (coauteur), éd. Nathan 1983
- Periferia, avec Bernard Plossu, éd. Yellow Now, coll. « Les carnets », 2015
- Entre jeunes filles, avec Carole Bellaïche, éd Yellow Now, coll. « Les carnets », 2017

### Direction d'ouvrage
- Une encyclopédie du nu au cinéma, éd. Yellow Now, 1993
- Jean-Luc Godard par Jean-Luc Godard, éd. Cahiers du cinéma ; tome 1 : 1985, tome 2 : 1998

## Commissariat d’exposition
- 2007 : « Correspondances : Kiarostami-Erice », Centre Pompidou

catalogue : Victor Erice-Abbas Kiarostami : correspondances, textes d'Alain Bergala, Jean-Philippe Tessé, Youssef Ishaghpour, et al., Centre Pompidou, 2007
- 2010 : « Brune/Blonde », Cinémathèque française

catalogue : Brune, blonde : la chevelure féminine dans l'art et le cinéma, dir. avec Anne Marquez, éd. Skira Flammarion/La Cinémathèque française, 2010
- 2013 : Pasolini Roma », Cinémathèque française

catalogue : Pasolini Roma, éd. Skira Flammarion/La Cinémathèque française, 2013

## Conférence
- [vidéo] Forum des images : « Masculin féminin de Jean-Luc Godard », analysé par Alain Bergala, le 2 mai 2007[9]